# Порядок (теорія груп)
У теорії груп, термін порядок використовується у двох тісно пов'язаних значеннях:
- порядок групи — кардинальність множини елементів групи;
- порядок елемента a — найменше додатне число {\displaystyle r}, таке, що {\displaystyle a^{r}=e\,} (де e — нейтральний елемент групи). Якщо це число не існує, кажуть, що порядок є нескінченним.

Порядок групи G позначається {\displaystyle \operatorname {Ord} (G)} (а також {\displaystyle |G|}, {\displaystyle \#G}, {\displaystyle R(G)}), порядок елемента a — {\displaystyle \operatorname {Ord} (a)}.

## Приклад
Симетрична група {\displaystyle S_{3}}, містить всі перестановки множини з трьох елементів. Її таблиця Келі має такий вигляд:
| • | e | s | t | u | v | w |
| - | - | - | - | - | - | - |
| e | e | s | t | u | v | w |
| s | s | e | v | w | t | u |
| t | t | u | e | s | w | v |
| u | u | t | w | v | e | s |
| v | v | w | s | e | u | t |
| w | w | v | u | t | s | e |
Ця група складається з шести елементів, тож {\displaystyle \operatorname {Ord} (S_{3})=6}. За визначенням, порядок одиничного елемента e дорівнює 1. Елементи s, t і w в квадраті рівні e, отже їх порядок дорівнює 2. Порядок елементів u і v рівний 3.

## Властивості
- Два визначення пов'язані таким чином: якщо ми визначимо

{\displaystyle \langle a\rangle =\{a^{k}:k\in \mathbb {Z} \}}
підгрупу, породжену елементом a, то
{\displaystyle \operatorname {Ord} (a)=\operatorname {Ord} (\langle a\rangle ).}
Тож можна дати еквівалентне визначення порядку елемента, як порядку найменшої групи, що містить даний елемент.
- Група порядку 1 називається тривіальною групою. Якщо елемент групи має порядок 1, він є одиничним. Якщо кожен елемент групи G окрім одиничного має порядок 2, то G є абелевою групою: ab = (bb)ab(aa) = b(ba)(ba)a = ba. Зворотне твердження невірне, бо, наприклад, циклічна група {\displaystyle Z_{6}} є комутативною групою, але елемент 2 має порядок 3 (2+2+2 = 6 ≡ 0 (mod 6)).

- Для будь-якого a , ak = e, якщо і тільки якщо {\displaystyle Ord(a)|k}, тобто порядок елементу ділить k.

- Порядок будь-якої підгрупи групи G ділить порядок G, так що порядок будь-якого елементу в групі є дільником порядку групи.

- У конкретному випадку існує зворотна теорема: якщо G скінченна група, число d є простим і ділить порядок групи G, то у групі G існує елемент порядку d.
- Якщо порядок елемента a є нескінченним, то порядок кожного степеня a, є також нескінченним. Якщо порядок a скінченний, то виконується рівність:

Ord(ak)=Ord(a)/НСД(Ord(a), k)

### Українською
- Гаврилків В. М. Елементи теорії груп та теорії кілець. — І.-Ф.  : Голіней, 2023. — 153 с.
- Ганюшкін О. Г., Безущак О. О. Теорія груп: Навчальний посібник для студентів механіко–математичного факультету. — Київ : ВПЦ "Київський університет", 2005.(укр.)

### Іншими мовами
- Курош А. Г. Теория групп. — 3-е изд. — Москва : Наука, 1967. — 648 с. — ISBN 5-8114-0616-9.(рос.)